# Klášter minoritů (Žatec)
Klášter minoritů v Žatci existoval od 13. století (kolem 1266) do roku 1419.

## Historie
Kdy vznikl v Žatci minoritský klášter s kostelem sv. Petra a Pavla, nelze dnes již bezpečně zjistit. Je však možno se přiklonit k mínění některých historiků (dr. D. Líbal, místní), že klášter stával v blízkosti hlavního kostela Nanebevzetí Panny Marie. Poprvé se minoritský klášter připomíná roku 1314, další zmínka je z roku 1365. Tehdy kázal v děkanském chrámě v Žatci známý Konrád Waldhauser. Minorité začali před jeho kázáním zvonit ve svém kostele sv. Petra a Pavla tak silně, aby jeho kázání znemožnili. I druhého dne si počínali při novém pokusu Waldhausera stejně.
Klášter obdržel řadu nadací od žateckých měšťanů (například roku 1409, 1411). V nadaci Zikmunda z Hluban pro žatecký minoritský konvent jsou jmenováni výslovně zdejší kvardián a pět konventuálů. Ještě za života krále Václava IV. roku 1419 se stal minoritský klášter předmětem útoku zdejších radikálních husitů. Spory v Žatci nastaly již roku 1412, kdy zde byl upálen kvůli odpustkovému sporu jakýsi klerik, v Ohři pak byl později utopen jeden kněz a žák. Husité roku 1419 klášter minoritů zničili tak důkladně, že po něm nezůstaly viditelné stopy. Lokaci a podobu klášterního kostela částečně upřesnil archeologický výzkum. Kostel se nacházel přibližně 60 metrů severně od chrámu Nanebevzetí Panny Marie, v severní části náměstí Jana Žižky. V sondě o šířce 450 cm byla odkryta část jižní obvodové stěny trojlodí a západní strana předsíně jižního vstupu, podlaha kostela byla tvořena červenou terakotovou dlažbou. Areál kláštera byl od města oddělen příkopem.